# Голландська Капська колонія
Капська колонія (нід. Kaapkolonie) — колишня колонія голландської Об’єднаної Ост-Індської компанії (VOC) у Південній Африці з центром на мисі Доброї Надії, звідки й походить її назва. Початкова колонія та її послідовні держави стверджують, що колонія була включена до окупованої території більшої частини сучасної Південної Африки. Між 1652 і 1691 роками це було командування, а між 1691 і 1795 роками — губернаторство Об'єднаної Ост-Індської компанії (VOC). Ян ван Рібек заснував колонію як порт постачання та зупинки для суден VOC, що торгують з Азією. З 1652 по 1795 рік мис перебував під владою VOC, а з 1803 по 1806 рік - під владою Батавської республіки. На превеликий розчарування акціонерів VOC, які зосереджувалися в основному на отриманні прибутку від азійської торгівлі, колонія швидко розширилася в колонію поселенців у роки після свого заснування.
Будучи єдиним постійним поселенням Голландської об’єднаної Ост-Індської компанії, яке не служило торговим центром, це стало ідеальним місцем для пенсії для працівників компанії. Після кількох років служби в компанії службовець міг взяти в оренду ділянку землі в колонії як Vryburgher («вільний громадянин»), на якій він мав вирощувати зернові культури, які він мав продати Об’єднаній Ост-Індській компанії за певну суму, фіксованої ціни. Оскільки ці ферми були трудомісткими, врібургці імпортували рабів з Мадагаскару, Мозамбіку та Азії (Голландської Ост-Індії та Голландського Цейлону), що швидко збільшувало кількість мешканців. Після того, як король Франції Людовик XIV скасував Нантський едикт (жовтень 1685 р.), який захищав право гугенотів у Франції сповідувати протестантське богослужіння без переслідувань з боку держави, колонія привернула багато поселенців-гугенотів, які згодом змішалися із загальним населенням Врібургер.
Завдяки авторитарному правлінню компанії (вказуючи фермерам, що вирощувати за яку ціну, контролюючи імміграцію та монополізуючи торгівлю), деякі фермери намагалися уникнути правління компанії, переїхавши далі вглиб країни. Компанія, намагаючись контролювати цих мігрантів, створила магістрат у Свеллендамі в 1745 році та ще один у Грааф-Райнеті в 1786 році, і оголосила річку Гамтоос східним кордоном колонії, лише щоб побачити, як Трекбури перетнули її невдовзі після цього. Щоб уникнути зіткнення з народами банту, які просувалися на південь і захід зі східної центральної Африки, VOC погодився в 1780 році зробити кордоном колонії Велику рибну річку.
У 1795 році після битви при Муйзенбергу в сучасному Кейптауні британці окупували колонію. За умовами Ам'єнського миру 1802 року Британія приєднала колонію до голландців 1 березня 1803 року, але оскільки Батавська республіка з того часу націоналізувала Об'єднану Ост-Індську компанію (1796), колонія потрапила під пряме управління Гааги. Однак голландський контроль тривав недовго, оскільки початок наполеонівських війн (18 травня 1803 р.) скасував Ам’єнський мир. У січні 1806 року британці окупували колонію вдруге після битви при Блауберг в сучасному Блубергстранді. Англо-голландський договір 1814 р. підтвердив передачу суверенітету Великобританії.

## Історія

### Об'єднана Ост-Індська компанія

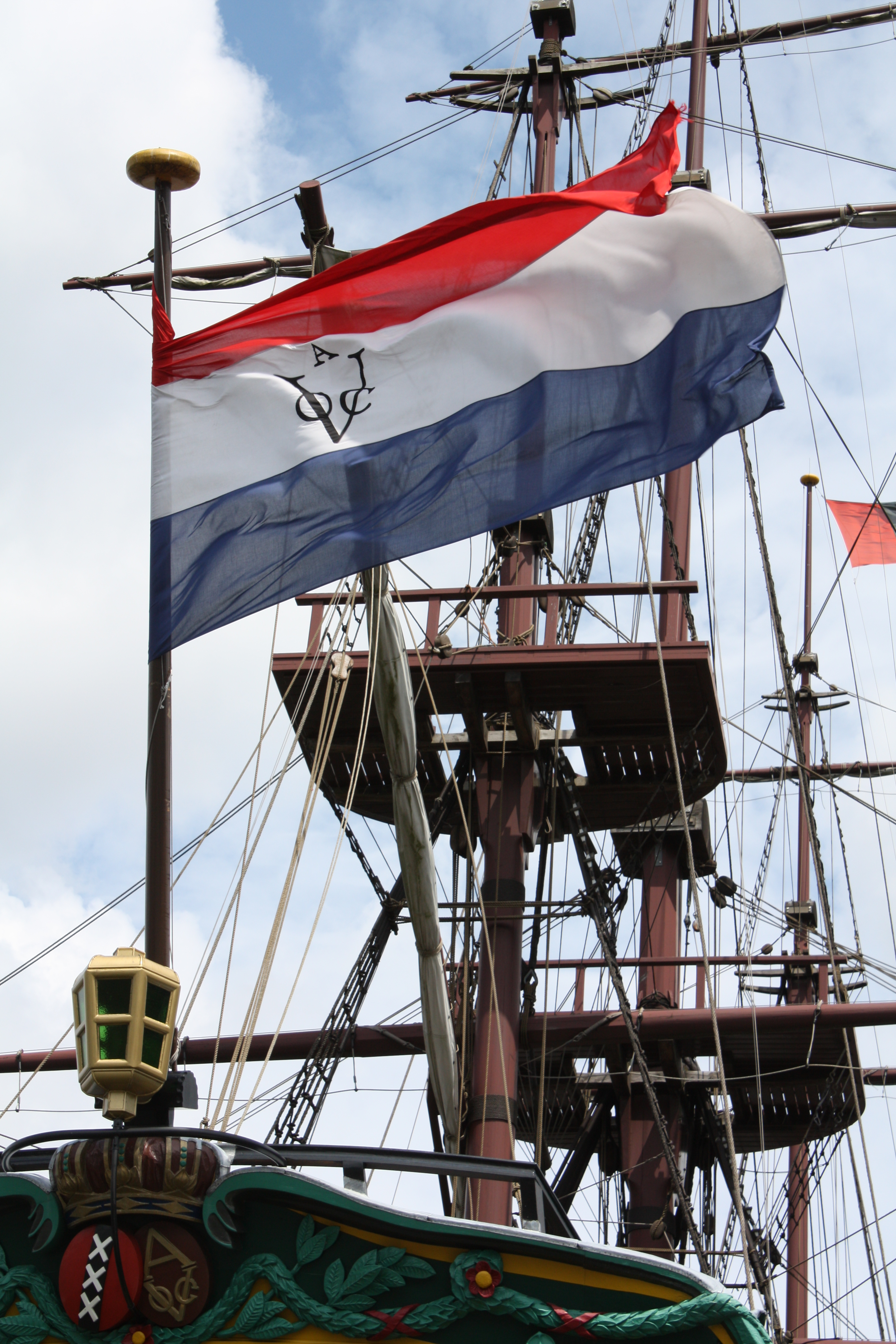
Копія Ост-Індійського корабля з VOC / United East Indies Company

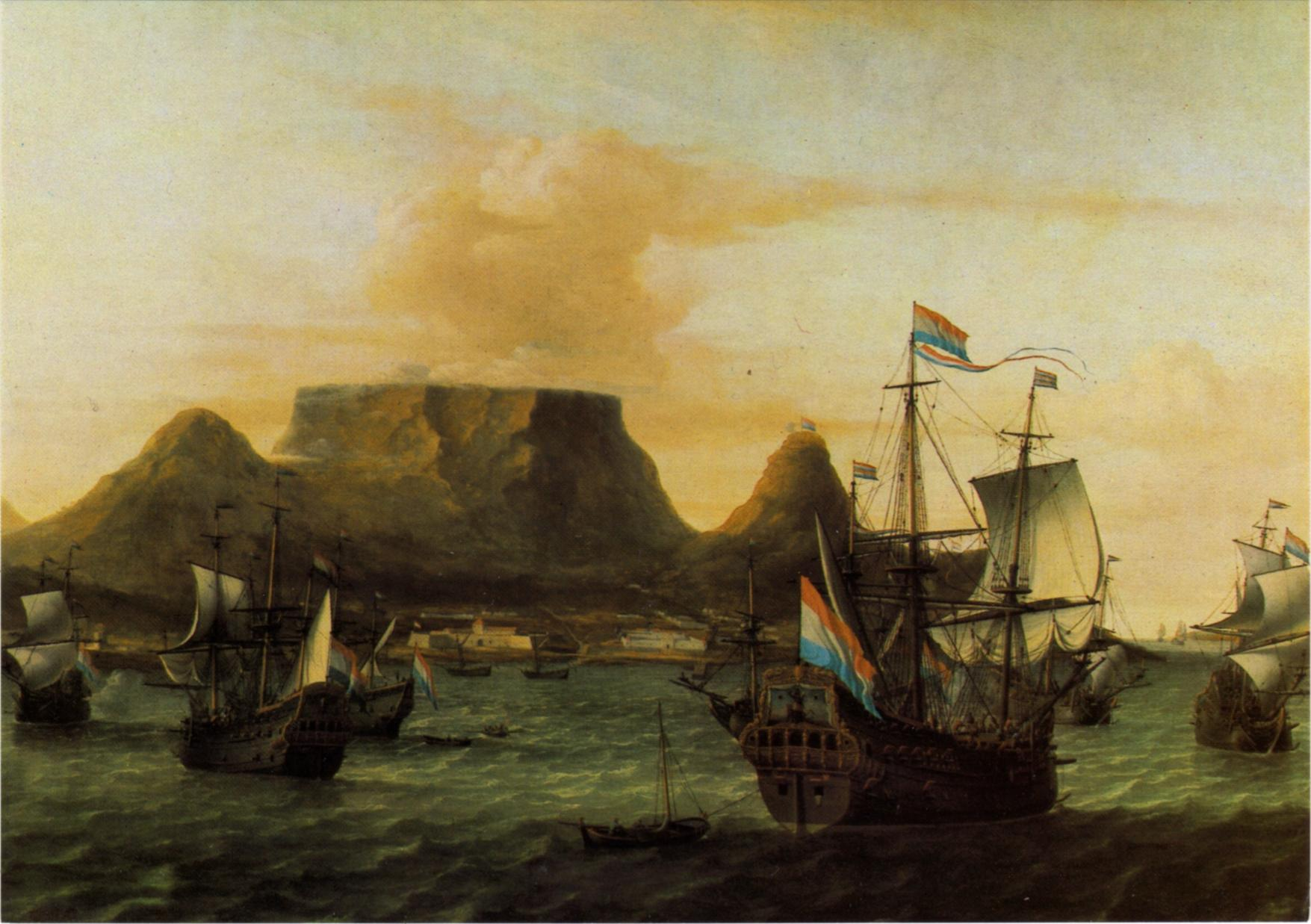
Вид на Столову затоку з кораблями Об'єднаної Ост-Індської компанії (VOC), c. 1683 рік

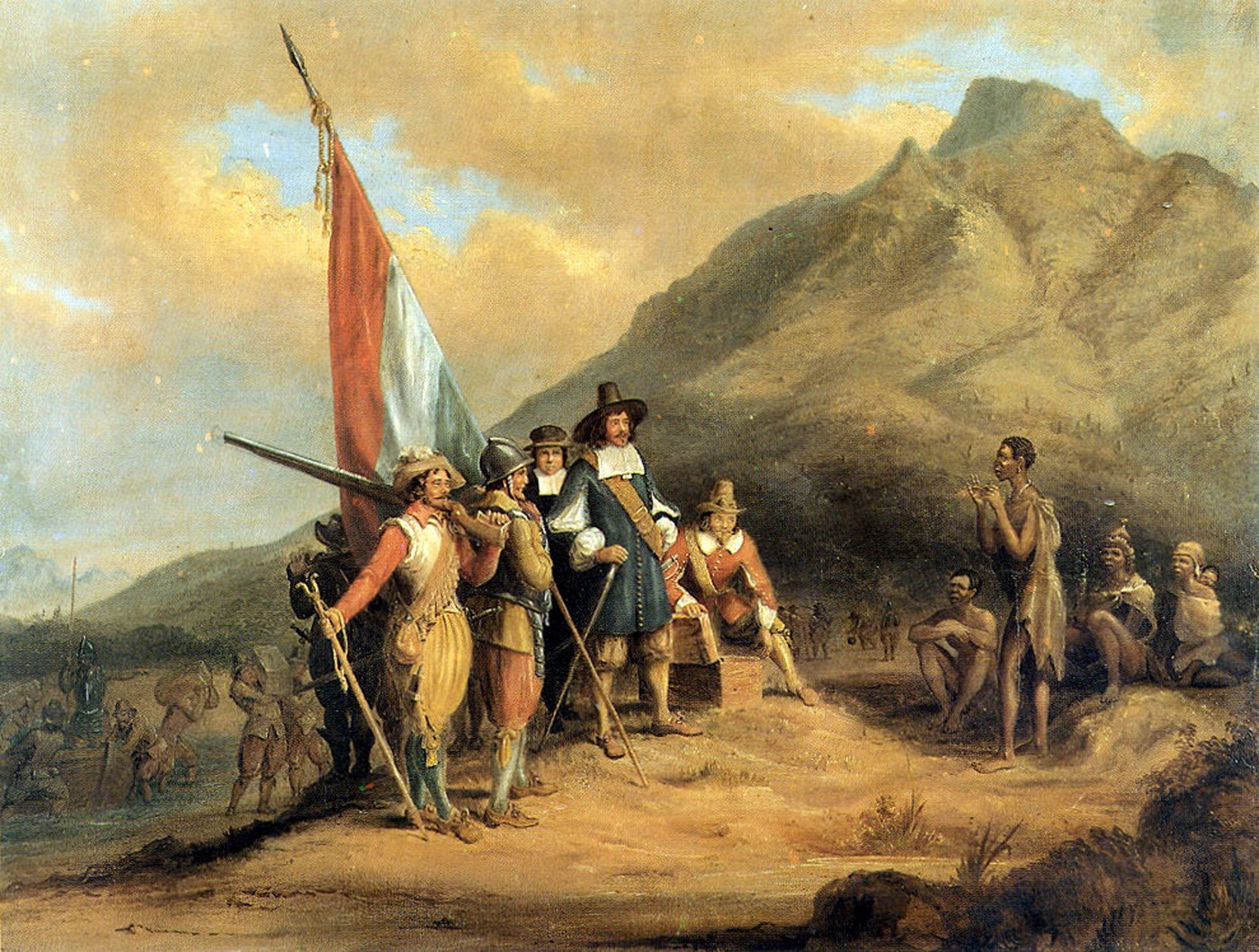
Прибуття Яна ван Рібека, художник Чарльз Белл

Торговці Об'єднаної Ост-Індської компанії (VOC) під командуванням Яна ван Рібека були першими людьми, які заснували європейську колонію в Південній Африці. Поселення Кейп було збудовано ними в 1652 році як пункт постачання та проміжну станцію для суден Об’єднаної Ост-Індської компанії на їхньому шляху туди й назад між Нідерландами та Батавією (Джакартою) у Голландській Ост-Індії. Опорна станція поступово перетворилася на громаду поселенців, предків бурів і капських голландців, які разом стали сучасними африканерами.

### Хоена і Сан з Капського острова
Під час першого поселення європейців у Капській протоці південний захід Африки був населений людьми Сани ("Бушмени") і народом Кой-Коїн, причому останні були в основному скотарськими людьми з населенням від 13 000 до 15 000 осіб. Khoena («Люди») були незадоволені зривом їхнього сезонного відвідування території, для якої вони випасали свою худобу біля підніжжя Столової гори лише для того, щоб знайти європейських поселенців, які займають і обробляють землю, що призвело до першої койхо-голландської війни як частини серії Хоехо-Голландських війн. Після війни місцеві жителі у 1660 році віддали землю переселенцям. Під час візиту в 1672 році високопоставлений комісар Арноут ван Овербеке офіційно купив територію мису, хоча вже поступився в 1660 році, його метою було «запобігти майбутнім суперечкам».

### Британське завоювання

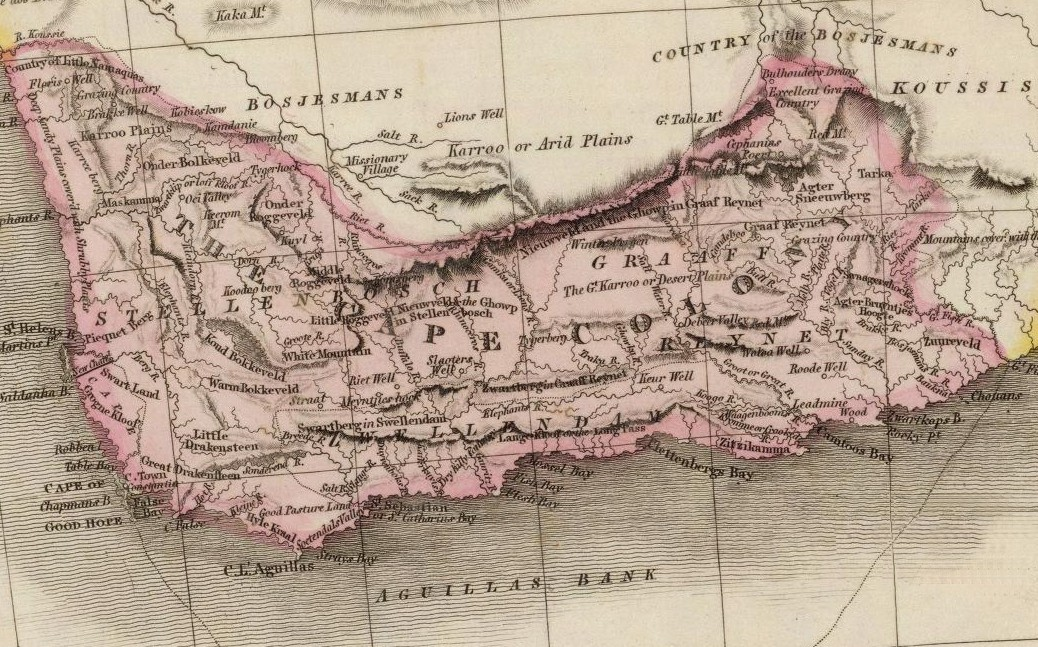
Карта Капської колонії 1809 року

У 1795 році Франція окупувала Нідерландську Республіку. Це спонукало Велику Британію, яка перебувала у стані війни з Францією, того ж року окупувати територію, щоб краще контролювати моря на шляху до Індії. Британці послали флот з дев'яти військових кораблів, які стали на якір у Саймон-тауні та після поразки голландського ополчення в битві при Муйзенбергу взяли під свій контроль територію. Об’єднана Ост-Індська компанія передала свої території та претензії Батавській республіці (голландській сестринській республіці, заснованій Францією) у 1798 році, а потім припинила своє існування в 1799 році. Поліпшення відносин між Великобританією та наполеонівською Францією та її васальною державою Батавською республікою призвело до того, що британці передали Капську колонію Батавській республіці в 1803 році згідно з умовами Ам’єнського договору.

## Адміністративний поділ

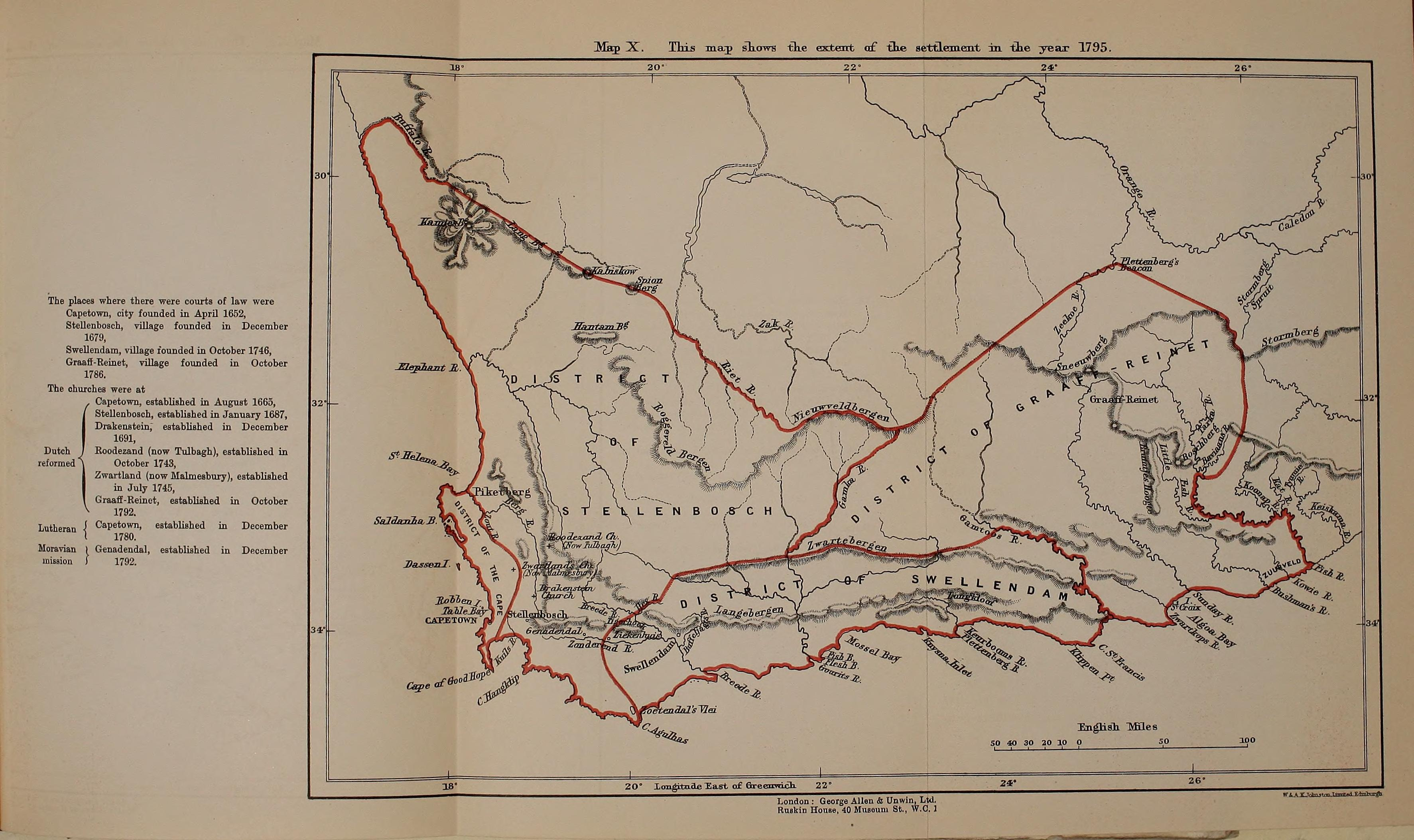
Адміністративний поділ Капської колонії напередодні британської окупації 1795 р.

Голландська Капська колонія була поділена на чотири округи. У 1797 році їх населення було:
| Район                          | Вільні християни | Раби   | "Готтентоти" | Всього (1797) |
| ------------------------------ | ---------------- | ------ | ------------ | ------------- |
| Капський район                 | 6,261            | 11 891 | -            | 18,152        |
| Район Стелленбос і Дракенштейн | 7,256            | 10,703 | 5000         | 22 959        |
| Район Звеллендам               | 3,967            | 2,196  | 500          | 6663          |
| Район Граафф Рейнет            | 4,262            | 964    | 8,947        | 14,173        |

## Командири та губернатори Капської колонії (1652–1806)
Титул засновника Капської колонії, Яна ван Рібека, було встановлено як «Командор Капської» посади, яку він обіймав з 1652 по 1662 рік. Під час правління Саймона ван дер Стеля колонія була підвищена до рангу губернаторства, тому він отримав посаду «губернатора Кейпу».

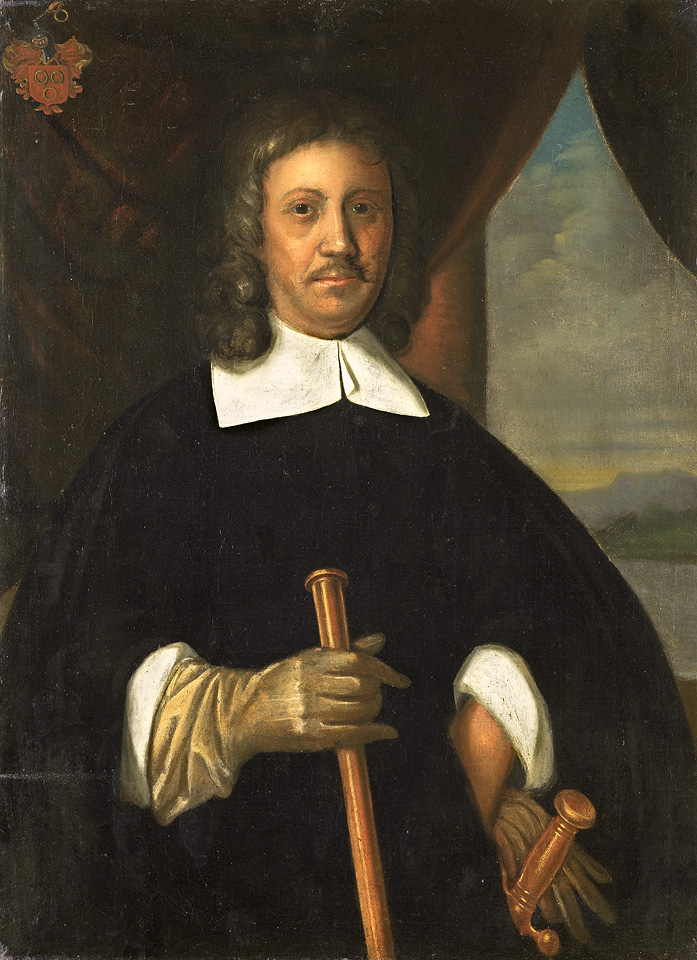
Ян ван Рібек

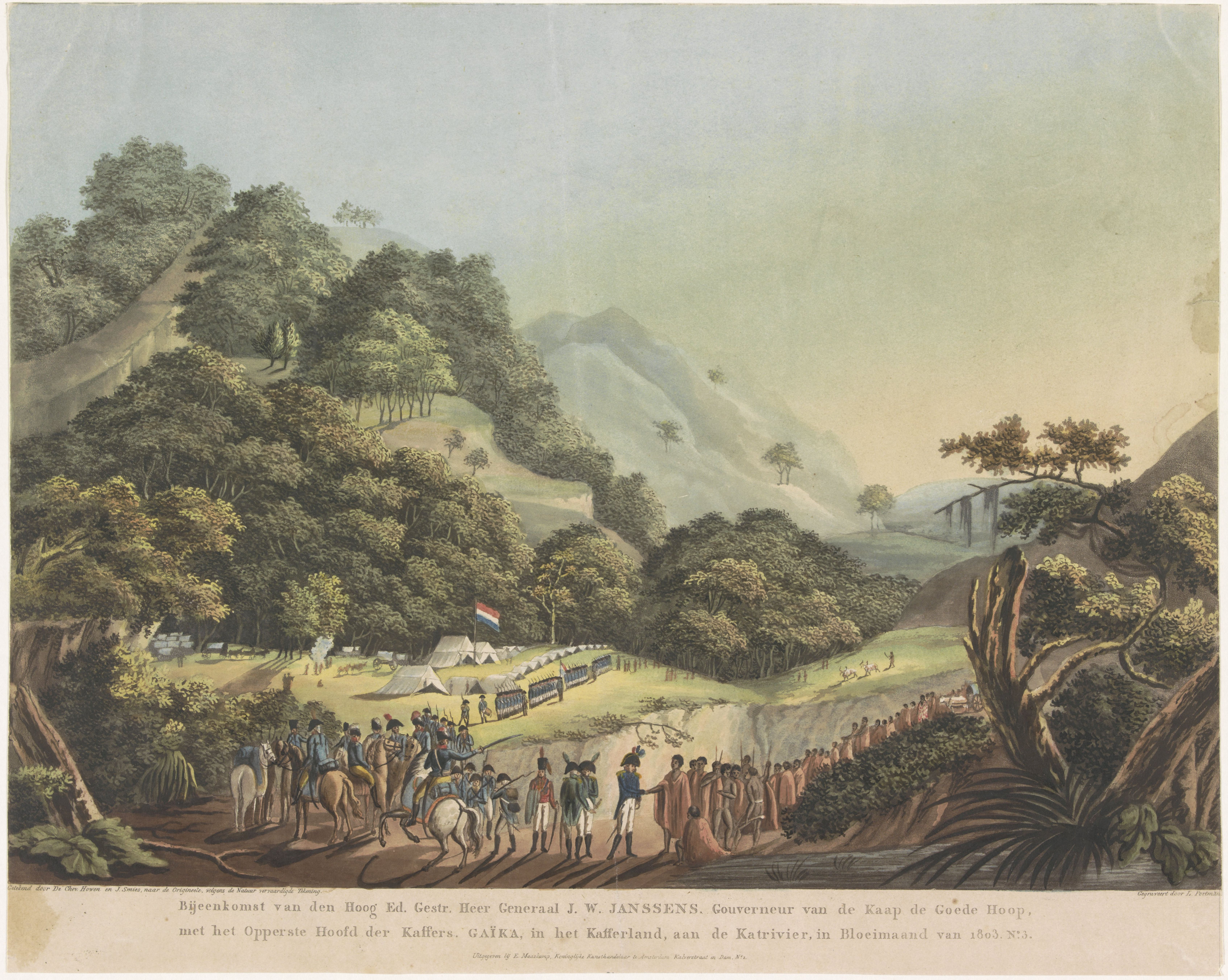
Зустріч між губернатором Янсенсом і лідером Коса Гайкою, 1803 рік

| Ім'я                      | Крапка                              | Назва                           |
| ------------------------- | ----------------------------------- | ------------------------------- |
| Ян ван Рібек              | 7 квітня 1652 – 6 травня 1662       | Командир                        |
| Захаріас Вагенаер         | 6 травня 1662 – 27 вересня 1666     | Командир                        |
| Корнеліс ван Квелберг     | 27 вересня 1666 – 18 червня 1668    | Командир                        |
| Якоб Боргорст             | 18 червня 1668 – 25 березня 1670    | Командир                        |
| Пітер Хакіус              | 25 березня 1670 – 30 листопада 1671 | Командор і губернатор           |
|                           | 1671–1672 рр                        | Рада в.о                        |
| Альберт ван Брейгель      | Квітень 1672 – 2 жовтня 1672        | Виконуючий обов'язки командира  |
| Ісбранд Госке             | 2 жовтня 1672 – 14 березня 1676     | Губернатор                      |
| Йохан Бакс ван Херентальс | 14 березня 1676 – 29 червня 1678    | Командир                        |
| Хендрік Крудоп            | 29 червня 1678 – 12 жовтня 1679     | Виконуючий обов'язки командира  |
| Саймон ван дер Стел       | 10 грудня 1679 – 1 червня 1691      | Командор, після 1691 губернатор |

| Ім'я                                                     | Крапка                                                                            | Назва                            |
| -------------------------------------------------------- | --------------------------------------------------------------------------------- | -------------------------------- |
| Саймон ван дер Стел                                      | 1 червня 1691 – 2 листопада 1699                                                  | Губернатор                       |
| Віллем Адріан ван дер Стел                               | 2 листопада 1699 – 3 червня 1707                                                  | Губернатор                       |
| Йохан Корнеліс д'Аблеінг                                 | 3 червня 1707 – 1 лютого 1708                                                     | Виконуючий обов'язки губернатора |
| Луї ван Ассенбург                                        | 1 лютого 1708 – 27 грудня 1711                                                    | Губернатор                       |
| Віллем Хелот (актор)                                     | 27 грудня 1711 – 28 березня 1714                                                  | Виконуючий обов'язки губернатора |
| Моріц Паскес де Шавонн                                   | 28 березня 1714 – 8 вересня 1724                                                  | Губернатор                       |
| Ян де ла Фонтен (актор)                                  | 8 вересня 1724 – 25 лютого 1727                                                   | Виконуючий обов'язки губернатора |
| Пітер Гісберт Нудт                                       | 25 лютого 1727 – 23 квітня 1729                                                   | Губернатор                       |
| Ян де ла Фонтен                                          | 23 квітня 1729 – 8 березня 1737                                                   | Виконуючий обов'язки губернатора |
| Ян де ла Фонтен                                          | 8 березня 1737 – 31 серпня 1737                                                   | Губернатор                       |
| Адріан ван Кервель                                       | 31 серпня 1737 — 19 вересня 1737 (помер після трьох тижнів перебування на посаді) | Губернатор                       |
| Даніель ван ден Хенгель                                  | 19 вересня 1737 – 14 квітня 1739                                                  | Виконуючий обов'язки губернатора |
| Хендрік Свелленгребель                                   | 14 квітня 1739 – 27 лютого 1751                                                   | Губернатор                       |
| Рик Тулбаг                                               | 27 лютого 1751 – 11 серпня 1771                                                   | Губернатор                       |
| Барон Йоахім ван Плеттенберг                             | 12 серпня 1771 – 18 травня 1774                                                   | Виконуючий обов'язки губернатора |
| Барон Пітер ван Ріде ван Оудсхорн                        | 1772 – 23 січня 1773 (помер у морі на шляху до мису)                              | Призначити губернатора           |
| Барон Йоахім ван Плеттенберг                             | 18 травня 1774 – 14 лютого 1785                                                   | Губернатор                       |
| Корнеліс Якоб ван де Грааф                               | 14 лютого 1785 – 24 червня 1791                                                   | Губернатор                       |
| Йохан Ісаак Реніус                                       | 24 червня 1791 – 3 липня 1792                                                     | Виконуючий обов'язки губернатора |
| Себастьян Корнеліс Недербург і Саймон Хендрік Фрійкеніус | 3 липня 1792 – 2 вересня 1793                                                     | Генеральні комісари              |
| Авраам Йосіас Слуйскен                                   | 2 вересня 1793 – 16 вересня 1795                                                  | Генеральний комісар              |

| Ім'я                               | Крапка         | Назва                            |
| ---------------------------------- | -------------- | -------------------------------- |
| Джордж Макартні, 1-й граф Макартні | 1797–1798 роки | Губернатор                       |
| Френсіс Дандас (1-й раз)           | 1798–1799 роки | Виконуючий обов'язки губернатора |
| Сер Джордж Йонг                    | 1799–1801      | Губернатор                       |
| Френсіс Дандас (другий раз)        | 1801–1803      | Губернатор                       |

| Ім'я                          | Крапка         | Назва      |
| ----------------------------- | -------------- | ---------- |
| Якоб Абрахам Уитенгаж де Міст | 1803–1804 роки | Губернатор |
| Ян Віллем Янсенс              | 1804–1807 рр   | Губернатор |